# Louis Goumaz
Louis Goumaz (* 9. März 1874 in Sédeilles; † 27. oder 28. Februar 1953 in Lausanne) war ein Schweizer evangelischer Geistlicher und Hochschullehrer.

## Leben

### Familie
Louis Goumaz war der Sohn des Landwirts Jacques Georges Goumaz (* 26. Mai 1814 in Sédeilles) und dessen Ehefrau Célina (geb. Centlivres).
Er war in erster Ehe mit Clara (geb. Blum) verheiratet; gemeinsam hatten sie vier Kinder. In zweiter Ehe heiratete er am 11. November 1905 Elisabeth (* 1880; † 16. Februar 1971), Tochter von Arthur Teysseire (1852–1912), mit der er sechs Kinder hatte.

### Werdegang
Louis Goumaz immatrikulierte sich zu einem Theologiestudium in Lausanne und erhielt 1897 sein Lizenziat; 1918 promovierte er. Nach dem Studium war er Hilfsprediger im Kanton Waadt, in Nante und in Brüssel. Von 1899 bis 1904 war er Pfarrer in Thierrens und darauf bis 1922 Direktor der Schulen von Nyon. In der Zeit von 1935 bis 1941 war er Pfarrer in Baulmes.

### Geistliches und berufliches Wirken
Louis Goumaz erhielt 1912 einen Lehrauftrag als Privatdozent an der Theologischen Fakultät der Universität Lausanne; 1934 trat er vom Lehramt zurück. Er arbeitete in Nyon an der La Revue und wurde 1929 Leiter von Pays Vaudois, dem offiziellen Organ der kantonischen Bauern-, Gewerbe- und Bürgerpartei.
Er verfasste verschiedene Aufsätze, so unter anderem 1908 Qu'est-ce que le christianisme? und 1951 Calvinisme et liberté. Weiterhin beschäftigte er sich mit dem Dialekt des Rhonetals und veröffentlichte verschiedene Dialektstücke und -erzählungen (siehe auch Frankoprovenzalische Sprache).

## Mitgliedschaften
- Louis Goumaz war seit 1893 Mitglied der Studentenvereinigung Zofingia.

## Ehrungen und Auszeichnungen
- 1944 erhielt Louis Goumaz für das Drama La mere den Preis der Pro Helvetia.
- 1951 errang er im literarischen Wettbewerb der Academie Rhodanienne den ersten Preis für seine Arbeit über den dialecte rhodanien.

## Schriften (Auswahl)
- Paul Christ; Louis Goumaz: L'église chrétienne et ses mœurs: Tableaux d'histoire destinés à l'enseignement religieux et à l'étude personnelle. Lausanne: Payot & Cie, 1901.
- Qu'est-ce que le christianisme? Nyon: Ed. Cherix, 1908.
- La doctrine du salut. Lausanne: Librairie Payot; Paris: Librairie Fischbacher, 1917.
- Le glaive. Lausanne: Éditions Spes, 1936.
- L'oiseau de passage. Yverdon: Impr. du Journal d'Yverdon, 1937.
- La roche qui flambe. Baulmes, 1938.
- Landoalde, la vierge de Baulmes. Baulmes, 1939.
- Le berger Ibrahim. Lausanne: Foetisch, 1941.
- Le prix du pain. Lausanne: H. Held, 1941.
- Ruptures. Lausanne: Impr. du Léman, 1941.
- Victoire! Lausanne: H. Held, 1941.
- Vocations. Lausanne: Impr. du Léman, 1941.
- Le mariage d'Isaac: mystère en trois actes et quatre tableaux. Lausanne: Ed. Foestisch, 1941.
- Les conquêtes de l'esprit: à la mémoire du professeur Eugène Dandiran, 1825–1912. Lausanne: F. Roth, 1947.
- Timothee, ou le ministère évangélique: d'après Calvin et ses commentaires sur le Nouveau Testament. Lausanne: Editions la Concorde, 1948.
- Paraboles et patois vaudois. Lausanne 1951.
- Calvinisme et liberté. Genève, 1951.